# Сулонда
Сулонда — поселок в Устьянском районе Архангельской области.

## География
Находится в южной части Архангельской области на расстоянии приблизительно 51 км на восток по прямой от административного центра района поселка Октябрьский у одноименной станции Северной железной дороги.

## История
Поселок возник при станции, открытой в 1942 году. До 2022 года входил в Илезское сельское поселение до его упразднения.

## Население
Численность населения: 135 человек (русские 83 %) в 2002 году, 43 в 2010.